# Ортоироидная культура
Ортоироидная культура (ортоироиды; Ortoiroid) — первая известная археологическая культура на островах Вест-Индии. Название дано по археологическому памятнику в местности Ортоире.
Считается, что она происходит из бассейна Ориноко (север Южной Америки), откуда её носители мигрировали на Малые Антильские острова и дошли до Пуэрто-Рико. Согласно Раузу ортоироидная культура долгое время развивалась в Южной Америке прежде чем началось переселение на Антильские острова.
Ранее к ортоироидной культуре относили первую волну переселенцев (так называемую казимироидную культуру) 5-3 тыс. до н. э., в настоящее время к ортоироидам относят период приблизительно с конца 3 тыс. и до 190 год н. э. (радиоуглеродная датировка из региона Пуэрто-Рико).
Большинство стоянок обнаружены в прибрежной зоне. Из-за частых находок в них остатков даров моря предполагается, что они составляли важную часть рациона ортоироидов.
Так же, как и в Месоамерике и прикарибских областях Южной Америки, была распространена ритуальная игра в мяч.
В Вест-Индии ортоироидную сменила культура саладеро, появившаяся там в середине 1 тыс. до н. э., носителями которой были аравакоязычные индейцы.